# ダグ・パーカー
ダグ・パーカー（Doug Parker, 1957年12月17日 - ）は、カナダの男性声優、音響監督、キャスティングディレクター。本名はダグラス・パーカー (Douglas Parker)。姉妹のジュリー・パーカーも声優である。

## 出演作品

### テレビアニメ
1987年
- Barbie and the Rockers: Out of This World

1989年
- Captain N: The Game Master（メガマン）
- Camp Candy

1990年
- The New Adventures of He-Man（アダム）
- G.I.ジョー

1991年
- Bucky O'Hare and the Toad Wars!
- ポンキッキめいさくわーるど
  - アルプスの少女ハイジ（スクワール）
  - オズのまほうつかい（オズ）
  - しらゆきひめ（グランピー）
  - シンデレラ（猫）
  - 不思議の国のアリス（ウサギ、ビル）

1993年
- らんま1/2（科学部の部長）

1995年
- ドラゴンボール（ウーロン、神龍、シュウ）※オーシャングループ版

1996年
- ドラゴンボールZ（ウーロン、ラディッツ、メズ、バブルス、グレゴリー）※オーシャングループ版
- ビーストウォーズ 超生命体トランスフォーマー（テラザウラー、スタースクリーム）

1997年
- ドラゴンボールZ（ラーズベリ）※オーシャングループ版
- ビーストウォーズ 超生命体トランスフォーマー（スタースクリーム）
- ビーストウォーズメタルス 超生命体トランスフォーマー（テラザウラー）

1998年
- Pocket Dragon Adventures（ウォルター）
- RoboCop: Alpha Commando

2003年
- ゾイドフューザーズ（バルカン）
- 超ロボット生命体トランスフォーマー マイクロン伝説（英語版は『アルマダ』）（タイダルウェーブ（日本名はショックウェーブ））

2004年
- トランスフォーマー スーパーリンク（英語版は『エネルゴン』）（タイダルウェーブ（日本名はショックウェーブ）/ミラージュ（日本名はショックフリート））

### 劇場アニメ
1989年
- Let's Chop Soo-E

1990年
- Personality Software

1995年
- ドラゴンボール 神龍の伝説（ウーロン、神龍）

1998年
- - ドラゴンボールZ 地球まるごと超決戦（ウーロン）※パイオニア版

### OVA
1994年
- クリスマス・キャロル
- Cinderella
- Happy, the Littlest Bunny
- Leo the Lion: King of the Jungle

### ゲーム
2000年
- トランスフォーマー ビーストウォーズメタルス64（テラザウラー、スタースクリーム）

### 実写映画
1997年
- タオの伝説（イーの声）

1999年
- エア・バディ2（オウムの声）

### テレビドラマ
1998年
- ニンジャ・タートルズ・ザ・ネクスト・ミューテーション（シュレッダーの声）

### その他
1998年
- ボットコン（イベントゲスト、朗読劇のフラクティル）

## 参加作品

### テレビアニメ（スタッフ）
1987年
- Barbie and the Rockers: Out of This World（キャスティング）

1989年
- Captain N: The Game Master（タレント・コーディネーター）
- Camp Candy（キャスティング、レコーディングアシスタント）
- G.I.ジョー（音声演出、キャスティング）
- Little Golden Book Land（タレント・コーディネーター）

1990年
- A Klondike Christmas（キャスティング）
- The New Adventures of He-Man（キャスティング）
- The Power Team（音声演出）
- ドラゴンクエスト 勇者アベル伝説（音声演出）

1991年
- ポンキッキめいさくわーるど（音声演出）
  - アルプスの少女ハイジ
  - オズのまほうつかい
  - しらゆきひめ
  - シンデレラ
  - 不思議の国のアリス
- ミシェル・ヴァイヨン（音声演出）

1992年
- Bitsy Bears（キャスティング・プロダクション・アシスタント）
- My Little Pony Tales（キャスティング・アドバイザー）

1993年
- The Bots Master（音声演出）

1995年
- ドラゴンボール（音声演出）

1997年
- ビーストウォーズ 超生命体トランスフォーマー（キャスティング）

### Webアニメ（スタッフ）
- ホワット・イフ...?（2021年、ADRレコーディスト）

### OVA（スタッフ）
1998年
- The Animated Adventures of Tom Sawyer（音声演出 - バンクーバースタジオ）

2001年
- Rudolph the Red-Nosed Reindeer & the Island of Misfit Toys（音声演出：バンクーバー、プロダクションアシスタント）

2003年
- ベン・ハー（音声演出：BLDプロダクション）

2004年
- ともだちなんだもん！～コウモリのステラルーナ～（ダイアログディレクター）
- In Search of Santa（音声演出、キャスティング）

### ゲーム（スタッフ）
- 戦国BASARA（音声演出、キャスティング）
- めいわく星人パニックメーカー（音声演出、キャスティング）

### 実写映画（スタッフ）
- ウォリアーズ 異空の戦士（2002年、ADRキャスティング）
- ナショナル・トレジャー（2004年、アシスタント・サウンド・エフェクト・エディター）
- ベンジャミン・バトン 数奇な人生（2008年、ADRレコーディスト）
- Who Shot Rock & Roll: The Film（2012年、ミックス・テクニシャン）